# Cherbezatina margiciliata
Cherbezatina margiciliata är en skalbaggsart som beskrevs av Marc Lacroix 1993. Cherbezatina margiciliata ingår i släktet Cherbezatina och familjen Melolonthidae. Inga underarter finns listade i Catalogue of Life.